# 美国海军学会
美国海军学会（缩写USNI）是美国一个私营的非营利國家安全学会，位于马里兰州安纳波利斯，成立于1873年，2020年据称有“近50000名会员” ，其中大部分是美国海军、海军陆战队和海岸警卫队的现役和退役人员。